# Рома (фільм, 2018)
«Рома» (ісп. Roma) — чорно-білий мексиканський фільм 2018 року, поставлений режисером Альфонсо Куароном, який також виступив її оператором, сценаристом і співпродюсером. Світова прем'єра стрічки відбулася 30 серпня 2018 року на 75-му Венеційському міжнародному кінофестивалі, де він брав участь в основній конкурсній програмі та отримав головний фестивальний приз — «Золотого лева» .
У вересні 2018 року фільм було висунуто від Мексики претендентом на 91-шу премію «Оскар» Американської кіноакадемії в номінації за найкращий фільм іноземною мовою. У січні 2019 року стрічка була номінована на «Оскар» в 10-ти категоріях, та отримала три нагороди  — за найкращий фільм іноземною мовою, найкращу режисерську роботу та найкращу операторську роботу.

## Синопсис
В основі сюжету стрічки — історія життя звичайної сім'ї середнього класу в Мехіко на початку 1970-х років. Батько рідко буває удома, а мати виховує чотирьох дітей, спираючись на допомогу двох служниць-індіанок. Долю героїв переламують студентські заворушення під час католицького свята 10 червня 1971 року, коли демонстранти були розстріляні солдатами.

## У ролях
| • Яліца Апарисіо        | … | Клео            |
| • Марина Де Тавіра      | … | сеньйора Софія  |
| • Дієго Кортина Отрі    | … | Тоно            |
| • Карлос Перальта       | … | Пако            |
| • Марко Граф            | … | Пепе            |
| • Даніела Демеса        | … | Софі            |
| • Вероніка Гарсія       | … | сеньйора Тереза |
| • Енді Кортес           | … | Ігнасіо         |
| • Фернандо Гредіяга     | … | сеньйор Антоніо |
| • Хорхе Антоніо Герреро | … | Фермін          |

## Творча група
- Автор сценарію — Альфонсо Куарон
- Режисер-постановник — Альфонсо Куарон
- Продюсери — Ніколас Селіс, Альфонсо Куарон, Габріела Родрігес
- Виконавчі продюсери — Джонатан Кінг, Девід Лінд, Джефф Сколл
- Асоційовані продюсери — Карлос А. Моралес, Сандіно Саравіа Вінай
- Співпродюсер — Еліс Сканделларі Бурр
- Оператор — Альфонсо Куарон
- Монтаж — Альфонсо Куарон, Адам Гоф
- Художник-постановник — Еухеніо Кабальєро
- Художник-костюмер — Ана Террасас
- Художник-декоратор — Барбара Енрікес
- Артдиректори — Карлос Бенассіні, Оскар Телло
- Звук — Серхіо Діас, Скіп Лівсі, Крейґ Геніган, Хосе Антоніо Гарсія
- Підбір акторів — Луїс Росалес
- Спеціальні ефекти — Алехандро Васкес

## Виробництво
8 вересня 2016 року було анонсовано, що Альфонсо Куарон писатиме сценарій та буде режисером проєкту, присвяченому мексиканській родині, яка мешкає в Мехіко у 1970-х роках. Виробництво було розпочате восени 2016 року. До реалізації проєкт стрічки  підготували Куаран, Габріела Родрігес та Ніколас Селіс.

### Інцидент під час фільмування
3 листопада 2016 було виявлено, що на знімальному майданчику під час фільмування пограбували знімальну групу. За даними студії дві «жінки постраждали, п'ять членів групи були госпіталізовані, а мобільні телефони, гаманці та ювелірні вироби були вкрадені». Як повідомлялося, знімальна група приїхала того дня для проведення знімання, коли група міських робітників підійшла до членів групи й намагалася припинити зйомку. Знімальна група заявила, що вони мають дозвіл на зйомку, але робітники залишилися і між двома групами зчинилася бійка.

## Реліз
У квітні 2018 року було оголошено, що Netflix придбав права на розповсюдження фільму. Світова прем'єра відбулася 30 серпня 2018 року на 75-му Венеційському міжнародному кінофестивалі. Його також показали 31 серпня 2018 року на кінофестивалі в Телуріді та 10 вересня 2018 на Міжнародному кінофестивалі у Торонто. Тизер фільму, який триває протягом однієї хвилини, представив Куарон у його обліковому записі у Твіттері 25 липня 2018 року.

## Нагороди та номінації
| Список нагород та номінацій                 | Список нагород та номінацій | Список нагород та номінацій                    | Список нагород та номінацій                                  | Список нагород та номінацій | Список нагород та номінацій |
| Кінофестиваль/Кінопремія                    | Рік                         | Категорія                                      | Номінант(и)                                                  | Результат                   | Дж                          |
| ------------------------------------------- | --------------------------- | ---------------------------------------------- | ------------------------------------------------------------ | --------------------------- | --------------------------- |
| 75-й Венеційський міжнародний кінофестиваль | 2018                        | Золотий лев                                    | Рома                                                         | Перемога                    | [ 4 ] [ 6 ]                 |
| Міжнародний кінофестиваль у Торонто         | 2018                        | Приз «Народний вибір» — Спеціальні презентації | Рома                                                         | 3-є місце                   |                             |
| Премія Спільноти кінокритиків Нью-Йорка     | 2018                        | Найкращий фільм                                | Рома                                                         | Перемога                    |                             |
| Премія Спільноти кінокритиків Нью-Йорка     | 2018                        | Найкращий режисер                              | Альфонсо Куарон                                              | Перемога                    |                             |
| Премія Спільноти кінокритиків Нью-Йорка     | 2018                        | Найкраща операторська робота                   | Альфонсо Куарон                                              | Перемога                    |                             |
| Премія «Золотий глобус»                     | 6.01.2018                   | Найкращий фільм іноземною мовою                | Рома                                                         | Перемога                    |                             |
| Премія «Золотий глобус»                     | 6.01.2018                   | Найкращий режисер                              | Альфонсо Куарон                                              | Перемога                    |                             |
| Премія «Золотий глобус»                     | 6.01.2018                   | Найкращий сценарій                             | Альфонсо Куарон                                              | Перемога                    |                             |
| Кінопремія «Вибір критиків»                 | 2019                        | Найкращий фільм                                | Рома                                                         | Перемога                    |                             |
| Кінопремія «Вибір критиків»                 | 2019                        | Найкращий іноземний фільм                      | Рома                                                         | Перемога                    |                             |
| Кінопремія «Вибір критиків»                 | 2019                        | Найкращий режисер                              | Альфонсо Куарон                                              | Перемога                    |                             |
| Кінопремія «Вибір критиків»                 | 2019                        | Найкращий оператор                             | Альфонсо Куарон                                              | Перемога                    |                             |
| Премія БАФТА                                | 10.02.2019                  | Найкращий фільм                                | Ром                                                          | Перемога                    |                             |
| Премія БАФТА                                | 10.02.2019                  | Найкращий неангломовний фільм                  | Ром                                                          | Перемога                    |                             |
| Премія БАФТА                                | 10.02.2019                  | Найкращий режисер                              | Альфонсо Куарон                                              | Перемога                    |                             |
| Премія БАФТА                                | 10.02.2019                  | Найкращий оригінальний сценарій                | Альфонсо Куарон                                              | Номінація                   |                             |
| Премія БАФТА                                | 10.02.2019                  | Найкраща операторська робота                   | Альфонсо Куарон                                              | Перемога                    |                             |
| Премія БАФТА                                | 10.02.2019                  | Найкраща робота художника-постановника         | Еухеніо Кабальєро, Барбара Енрікес                           | Номінація                   |                             |
| Премія БАФТА                                | 10.02.2019                  | Найкращий монтаж                               | Альфонсо Куарон, Адам Гоф                                    | Номінація                   |                             |
| Премія «Оскар»                              | 24.02.2019                  | Найкращий фільм року                           | Рома                                                         | Номінація                   | [ 8 ] [ 11 ]                |
| Премія «Оскар»                              | 24.02.2019                  | Найкращий фільм іноземною мовою                | Рома                                                         | Перемога                    | [ 8 ] [ 11 ]                |
| Премія «Оскар»                              | 24.02.2019                  | Найкраща режисерська робота                    | Альфонсо Куарон                                              | Перемога                    | [ 8 ] [ 11 ]                |
| Премія «Оскар»                              | 24.02.2019                  | Найкраща жіноча роль                           | Яліца Апарисіо                                               | Номінація                   | [ 8 ] [ 11 ]                |
| Премія «Оскар»                              | 24.02.2019                  | Найкраща жіноча роль другого плану             | Марина Де Тавіра                                             | Номінація                   | [ 8 ] [ 11 ]                |
| Премія «Оскар»                              | 24.02.2019                  | Найкращий оригінальний сценарій                | Альфонсо Куарон                                              | Номінація                   | [ 8 ] [ 11 ]                |
| Премія «Оскар»                              | 24.02.2019                  | Найкращий звук                                 | Скіп Лівсі, Крейг Геніґан, Хосе Антоніо Гарсія               | Номінація                   | [ 8 ] [ 11 ]                |
| Премія «Оскар»                              | 24.02.2019                  | Найкраща робота художника-постановника         | Еухеніо Кабальєро (постановник), Барбара Енрікес (декоратор) | Номінація                   | [ 8 ] [ 11 ]                |
| Премія «Оскар»                              | 24.02.2019                  | Найкраща операторська робота                   | Альфонсо Куарон                                              | Перемога                    | [ 8 ] [ 11 ]                |
| Премія «Оскар»                              | 24.02.2019                  | Найкращий звуковий монтаж                      | Серхіо Діас, Скіп Лівсі                                      | Номінація                   | [ 8 ] [ 11 ]                |
| Премія «Давид ді Донателло»                 | 27.03.2019                  | Найкращий іноземний фільм                      | Рома                                                         | Перемога                    |                             |